# VT220

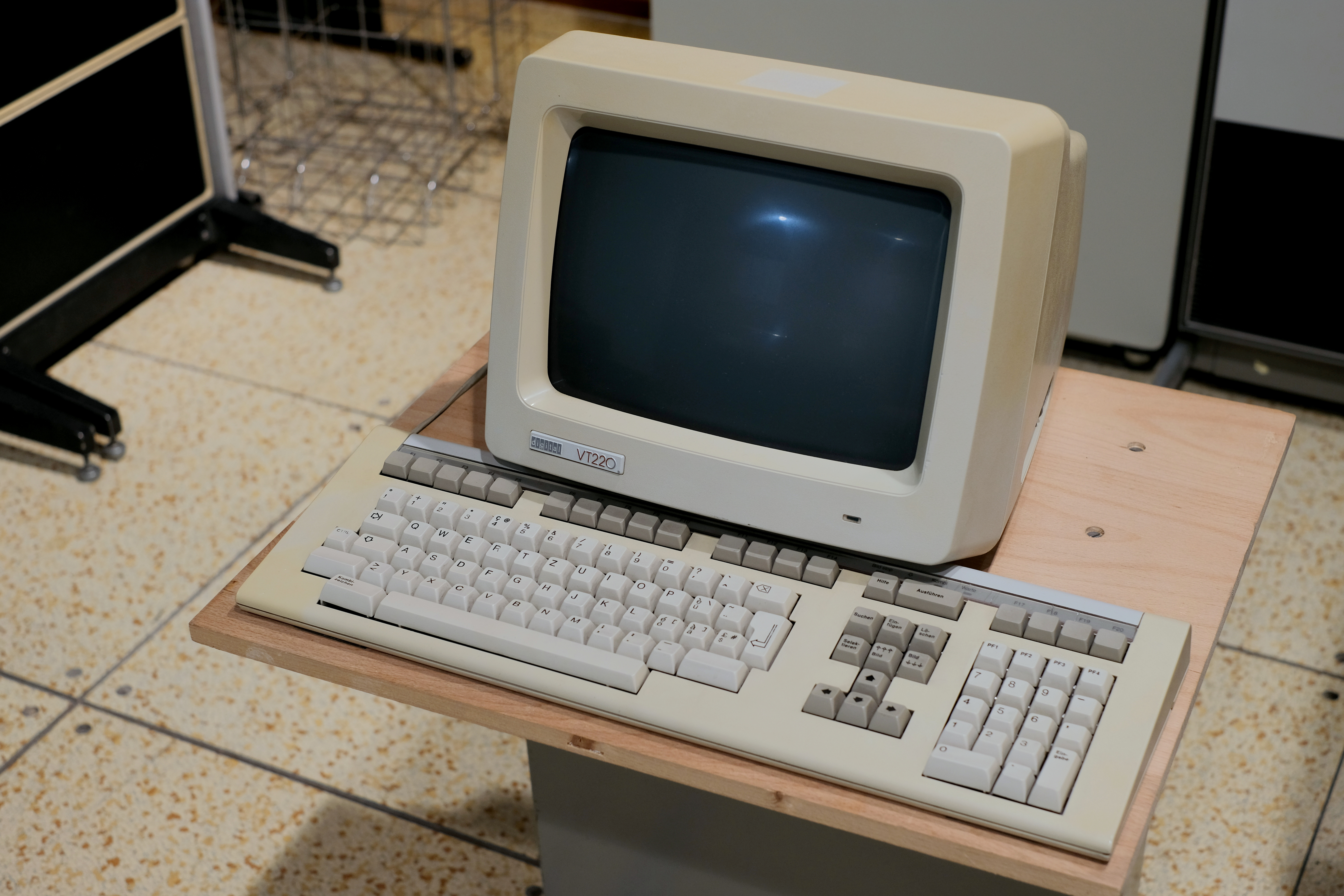
Терминал DEC VT220 с клавиатурой LK201

VT220 — текстовый компьютерный терминал, производившийся DEC с 1983 по 1987.

## Аппаратное обеспечение
VT220 — это усовершенствование серии более ранних терминалов VT100. В нём переработана клавиатура, он более компактен по сравнению с предшественниками и имеет намного более быстрый микропроцессор.
Несколько моделей VT2xx были пирамидальной формы, позволяющей размещать их на столе таким образом, что поверхность дисплея могла находиться под определённым углом к пользователю (этот угол мог регулироваться). И, поскольку дисплей находился ниже головы пользователя, эти терминалы были довольно эргономичны.
VT240 и VT241 — это варианты VT220, способные отображать векторную графику. VT241 имел цветной дисплей.

## Программное обеспечение
VT220 был разработан совместимым с VT100, но некоторые добавленные функции сделали его более успешным на международном рынке. Усовершенствование заключалось в добавлении ряда различных наборов символов, которые можно выбрать из ряда команд ANSI. Глифы сформированы в сетке 10 на 10. Терминал поставлялся с 288 символами в ПЗУ, каждый из которых состоит из глифа размером 8 на 10 пикселей. 